# ولگولوارد
ولگولوارد (به هلندی: Vogelwaarde) یک منطقهٔ مسکونی در هلند است که در هولست واقع شده‌است. ولگولوارد ۲٬۱۳۸ نفر جمعیت دارد.